# 小行星3965
小行星3965（英語：3965 Konopleva）是一颗围绕太阳公转的小行星。1975年11月8日，尼古拉·切爾尼赫在克里米亚发现了此天体。
这颗小行星的绝对星等为132.4570380719216等。